# Gerda Weissensteiner
Gerda Weissensteiner (ur. 3 stycznia 1969 w Bolzano) – włoska saneczkarka i bobsleistka, mistrzyni olimpijska, świata i Europy, zwyciężczyni Pucharu Świata.

## Kariera saneczkarki
W saneczkarstwie startowała do 1999 roku. Na igrzyskach olimpijskich wystąpiła czterokrotnie, zdobywając w 1994 złoty medal. Na mistrzostwach świata zdobyła jedenaście medali. Mistrzynią świata została w 1989 w drużynie mieszanej oraz w 1993 w jedynkach. Srebro zdobywała trzykrotnie: w 1989 w jedynkach oraz w 1990 i 1995 w drużynie. Na swoim koncie ma również sześć medali brązowych. Cztery z nich zdobyła w drużynie (w 1991, 1993, 1996 i 1997), a dwa indywidualnie (w 1995 i 1996). Na mistrzostwach Europy wywalczyła siedem medali. W 1994 zdobyła złoto zarówno w jedynkach jak i drużynie. Wicemistrzynią Europy została w 1990 w jedynkach i w 1998 w drużynie. Trzykrotnie zajmowała trzecie miejsce, za każdym razem w drużynie mieszanej, w 1988, 1990 oraz w 1996. W Pucharze Świata sześciokrotnie zajmowała miejsce na podium klasyfikacji generalnej, zdobywając Kryształową Kulę w sezonach 1992/1993 oraz 1997/1998. Pozostaje ostatnią zawodniczką spoza Niemiec, która triumfowała w Pucharze Świata.

## Kariera bobsleistki
W bobslejach startowała od roku 2001 występując w dwójce kobiet, w parze z Jennifer Isacco. Na igrzyskach olimpijskich startowała dwukrotnie, zdobywając w 2006 brązowy medal. W 2006 została wicemistrzynią Europy. W Pucharze Świata dwukrotnie zajmowała miejsce na podium klasyfikacji generalnej.
W 2006 roku, po igrzyskach w Turynie, zakończyła karierę.

## Osiągnięcia

### Saneczkarstwo na zimowych igrzyskach olimpijskich
| Rok  | Miejsce     | Jedynki |
| ---- | ----------- | ------- |
| 1988 | Calgary     | 14.     |
| 1992 | Albertville | 4.      |
| 1994 | Lillehammer | 1.      |
| 1998 | Nagano      | 9.      |

### Bobsleje na igrzyskach olimpijskich
| Rok  | Miejsce        | Jedynki |
| ---- | -------------- | ------- |
| 2002 | Salt Lake City | 7.      |
| 2006 | Turyn          | 3.      |

### Puchar Świata w saneczkarstwie

#### Miejsca na podium w klasyfikacji generalnej
| Sezon     | Miejsce |
| --------- | ------- |
| 1988/1989 | 2.      |
| 1989/1990 | 2.      |
| 1990/1991 | 2.      |
| 1992/1993 | 1.      |
| 1995/1996 | 2.      |
| 1997/1998 | 1.      |

### Puchar Świata w bobslejach

#### Miejsca na podium w klasyfikacji generalnej
| Sezon     | Miejsce |
| --------- | ------- |
| 2002/2003 | 3.      |
| 2003/2004 | =3.     |